# أمينيتو بنت المختار
أمينيتو بنت المختار (ولدت في 13 كانون الأول 1965 ) هي سياسية موريتانية وناشطة في مجال حقوق المرأة. وقد كانت على قائمة المرشحين لجائزة نوبل للسلام في عام 2015 وهي أول امرأة موريتانية مرشحة للجائزة.

## بداية حياتها
ولدت المختار في نواكشوط 13 كانون الأول 1965، وقد كبرت وترعرعت في عائلة من الطبقة العليا متكونة من 8 أفراد. في الحادي عشر من عمرها رتّب والدها لها زواجاً مدبراً، وقد رفضته بقوة إلا أن الزواج قد تمّ وأنجبت طفلها الأول عندما كانت في 14 من عمرها.
كمراهقة شاركت في الاحتجاجات الماركسية واعتقلت عدة مرات من قبل الشرطة. في هذه الأثناء، وقفت أيضاً من أجل حقوق عبيد عائلتها. وقد شجعهتهم ودعمتهم من أجل المطالبة بحريتهم ورحيلهم. بعد أن هجرت زوجها، وعجزها عن دخول المدرسة، عملت في وظائف عديدة ومتنوعة متدنية الأجر منها بائعة سجائر ومشغلة مقسم للهاتف، ثم ناشطة اجتماعية.

## النشاط والنسوية
بدأ نشاط المختار مبكرا- للوقوف من أجل حقوق الأصغر سناً أو اليافعين. النشاط، التحدث علنا ضد الحكومة، خصوصا من خلال النساء اللاتي لا يحظين بشعبية مع السلطات في موريتانيا. في عام 1978 أسست جمعية النساء الديمقراطيات الموريتانيات. بين عامي 1989 و 1991 كانت عضوًا في الحركة الديمقراطية الدولية للدفاع عن المضطهدين.في عام 1991، تم إلقاء القبض على المختار وتعذيبها لأنها تحدثت ضد مذبحة الأقلية السوداء الموريتانية في نواذيبو. أدت مشاركتها إلى إنشاء لجنة للتضامن مع ضحايا القمع في موريتانيا.لقد ضغطت على الحكومة للحصول على حصة لمشاركة المرأة في صنع القرار السياسي - حيث بلغت نسبتها 20 ٪ في عام 2019. في عام 2009، قادت الاحتجاجات ضد الاتجار بالجنس للشابات إلى شبه الجزيرة العربية. لقد تحدثت وعارضت الزواج المبكر وخاصة العادة الثقافية وهي اجبار الفتيات على الاكل ليصبحو سمنين ليصبحو جاهزين للزواج. وذلك يؤدي للسمنة ومرض السكري. من أجل تعزيز قضية حقوق الإنسان، تذكر ما يلي: "نحن بحاجة إلى مواصلة إثارة قضايا المحرمات أو العيب من أجل كسرها، لتوعية الناس بحقوقهم وواجباتهم، قبل كل ذلك، لإدانة جميع اللاإنسانية، , خاصة النساء والأطفال , تعتبر المختار نفسها نسوية وتريد تشجيع النساء من جميع أنحاء إفريقيا على التجمع من اجل خوض الصراع ضد هيمنة الذكور.

## فتوى
في عام 2014، أصدر إمام حركة إسلامية متطرفة موريتانية فتوى ضدها، الذين يطلقون على أنفسهم أحباب الرسول (أصدقاء النبي). صدر الأمر ضد المختار لأنها دافعت علانية عن مدوّن اتهمه أحباب الرسول من أبوستاس. دعت الفتوى إلى قتل ونهب عين المختار، لمجرد أنها طلبت محاكمة عادلة للمدون.

## رابطة النساء ربات الأسر
في 17 أبريل 1999, أسست المختار رابطة النساء ربات الأسر من بدايتها، رابطة النساء ربات الأسر وصممت لتعكس الاختلاف أو التنوع الموريتاني، بما في ذلك النساء العربيات، والبربر، والحارتين، والبولار، والسونينك والولوف. تضم الرابطة 12,000عضو , ستة مراكز إنقاذ للضحايا , 168 باحث اجتماعي، أربعة محامون وشخص اتصال في كل مدينة في موريتانيا. في عام 2019، اقترح الاتحاد الآسيوي لكرة القدم تشريعًا جديدًا للحكومة الموريتانية للدفاع عن حقوق المرأة، لا سيما تطبيق اشد العقوبات على الاغتصاب.تم رفض الاقتراح من قبل الحكومة الموريتانية لأنه لم يمتثل للشريعة الإسلامية.

## الجوائز ومرتبة الشرف
حصلت المختار على جائزة حقوق الإنسان للجمهورية الفرنسية في عام 2006. في عام 2010، حصلت على وسام جوقة الشرف عن عملها في الدفاع عن حقوق الإنسان في موريتانيا.تم ترشيح المختار لجائزة نوبل للسلام، إلى جانب نشطاء آخرين ضد العبودية بيرام داه عبيد وبوبكر مسعود. التقدير يتضمن ما يلي :
- جائزة الأبطال (الولايات المتحدة الأمريكية)
- أكثر 500 شخصية مؤثرة في العالم الإسلامي
- جائزة من غرفة التجارة الشابة في موريتانيا

## روابط خارجية
التحدث إلى يونيسف https://www.youtube.com/watch?v=H-mqd-ckn4E